# Himawari Theatre Group
Himawari Theatre Group (jap. 劇団ひまわり Gekidan Himawari) – japońska firma teatralna specjalizująca się w kreowaniu młodych aktorów. Znajduje się w Ebisunishi, Shibuya. Została założona przez Tōzaburō Sunaoka w lipcu 1952 roku. Obecnie jest zarządzana przez jego syna Fujio Sunaoka.

## Członkowie
- Koichi Eguchi
- Daisuke Fujita
- Takuma Fujiwara
- Yutaro Honjo
- Kaoru Hyuga
- Takuya Kaihoku
- Kenjiro Kato
- Seishiro Kato
- Ryōhei Kimura
- Sachi Kokuryu
- Mamoru Miyano
- Yutaka Mizutani
- Mirai Moriyama
- Yu Kudo
- Yuna Mimura
- Yume Miyamoto
- Rina Mogami
- Sumire Morohoshi
- Arisa Ogasawara
- Eri Osonoe
- Hiroyuki Sanada
- Rio Sasaki
- Kōji Seto
- Risa Shimizu
- Sakura Sugawara
- Narumi Takahira
- Masato Takeuchi
- Shōhei Tanaka
- Jun Togawa
- Yūki Tokiwa
- Miyū Tsuzurahara
- Yūsuke Ushida
- Kōki Uchiyama
- Yūto Uemura
- Ken Watanabe
- Megumi Yamaguchi

## Działający absolwenci
- Toshinori Omi
- Erika Asakura
- Noriko Kurosawa
- Judy Ongg
- Megumi Tsunematsu
- Yoko Yamashita

## Działający absolwenci (aktorzy głosowi)
- Tōru Furuya
- Yū Hayashi
- Miyu Irino
- Hiroya Ishimaru
- Taiki Matsuno
- Ryūsei Nakao
- Kenshō Ono
- Takayuki Sakazume
- Kōzō Shioya
- Yoku Shioya
- Yūmi Kikuchi
- Mami Kingetsu
- Eri Sendai
- Yumi Sudō
- Minami Takayama
- Hiromi Tsuru

## Przedsiębiorstwa powiązane
- Blue Shuttle
- Sunaoka Office